# Ninoska Vásquez
Ninoska Vásquez (Barquisimeto, 25 de agosto de 1992) é uma modelo, apresentadora de televisão e miss venezuelana ganhadora dos títulos de Miss Tourism Universe 2014 e Miss Terra Venezuela 2017.
Ninoska foi a representante da Venezuela no Miss Terra 2017, quando ficou entre as 8 semifinalistas.

## Biografia
Ninoska Vásquez é uma jovem modelo venezuelana, estudante de psicologia na Universidad Centroccidental Lisandro Alvarado. Foi apresentadora do programa de entretenimento A Bússola, do canal local larense Promar TV. 
Sua incursão no mundo dos concursos de beleza começou em 2012 com o concurso Exotic Model Venezuela, quando foi a primeira finalista. Dois meses mais tarde, foi eleita como rainha dos Cardeais de Lara, equipe pertencente à Une Venezuelana de Basebol Profissional. Em 2013, obteve o título de Miss Turismo Lara.
No 21 de novembro de 2014, obteve o título de Miss Tourism Universe, um concurso realizado em Beirute, no Líbano, quando foi a vencedora entre outras 37 candidatas, entre elas a brasileira Bianca Matte, segunda finalista.
Em 2019, foi protagonista do vídeo da canção de "No Se Me Quita", interpretada por Maluma em colaboração com Ricky Martin.

## Miss Terra Venezuela2017
Ninoska foi selecionada para ser uma das 26 candidatas pertencentes ao Miss Terra Venezuela. Ela participou da primeira edição do concurso de beleza ecológico do país, realizado no Hotel Intercontinental Tamanaco, de Caracas, representando o estado de Lara, onde nasceu. Ao final do evento, foi coroada Miss Terra Venezuela 2017 pelas mãos dos diretores do evento, Alyz Henrich e Prince Julio César. Desta maneira, obteve o acesso ao concurso internacional ecológico Miss Terra, com sede em Filipinas.

## Miss Terra 2017
Como parte de suas responsabilidades como Miss Terra Venezuela, Ninoska teve o direito de representar seu país no Miss Terra 2017, que foi realizado em Manila, nas Filipinas. Ela competiu com cerca de 100 candidatas de diversos países e territórios autônomos pelo título pertencente à equatoriana Katherine Espín. Ao final do evento, entrou para o grupo de oito finalistas.
| Precedido por                     | Miss Turismo Lara 2013     | Sucedido por:             |
| Precedido por: -                  | Miss Turismo Universo 2014 | Sucedido por: Teodora Dan |
| Precedido por: Stephanie de Zorzi | Miss Terra Venezuela 2017  | Sucedido por: Diana Silva |